# Ischnura fluviatilis
Ischnura fluviatilis är en trollsländeart som först beskrevs av Selys 1876.  Ischnura fluviatilis ingår i släktet Ischnura och familjen dammflicksländor. IUCN kategoriserar arten globalt som livskraftig. Inga underarter finns listade i Catalogue of Life.